# Bohumil Cepák
Bohumil Cepák, češki rokometaš, * 13. julij 1951, † 4. september 2021.
Leta 1976 je na poletnih olimpijskih igrah v Montrealu v sestavi češkoslovaške rokometne reprezentance osvojil sedmo mesto.